# Bains d'Évian (funiculaire d'Évian)
Bains d'Évian est la gare aval du funiculaire d'Évian-les-Bains, sur la commune d'Évian-les-Bains en Haute-Savoie.

## Situation
La station est située à l'intersection de la rue du Port et de la ruelle du Nant d'Enfer, sur la commune d'Évian-les-Bains.

## Histoire
La station est située sur la partie la plus récente de la ligne, dont la construction donnera son aspect actuel à l'infrastructure. Imaginée dès 1912, la station est mise en service le 1er mai 1913.
La ligne et par conséquent la station ferment en 1969, victime du déclin du thermalisme.
La station fait l'objet d'une inscription au titre des monuments historiques par arrêté du 28 décembre 1984,.
Tout comme l'ensemble de la ligne, la station est rénovée et rouverte le 21 juin 2002, 33 ans après sa fermeture.

## Services aux voyageurs

### Accès
La station ne dispose que d'une entrée, donnant sur l'intersection de la rue du Port et de la ruelle du Nant d'Enfer.

### Quais
Construite à 150 mètres du lac, de façon volontaire car les voies sont au niveau de l'eau, son nom fait référence à la fonction initiale du palais Lumière, qui fut un établissement thermal. Le bâtiment est initialement constitué d'un seul niveau et d'un toit terrasse, mais a été intégré au cours des années 2000 dans un programme immobilier dont il constitue depuis un bout du rez-de-chaussée.
Le bâtiment abrite une salle d'attente, qui a conservé son guichet en bois moulu, donnant deux portes, une par quai. La décoration de la station est constituée des mêmes carreaux de faïence que les stations du métro parisien construites à la même époque.
La station dispose de deux quais en rampe, l'un servant pour la montée des voyageurs, l'autre pour la descente ; l'absence de marches permet de faciliter l'accès au compartiment supérieur des cabines aux personnes à mobilité réduite.

### Intermodalité
La station est desservie par les lignes 1, 2, 3, 4, 10, 11 et Navettes B et T du réseau ÉVA'D à proximité, notamment via l'arrêt Hôtel de Ville, mais aussi via l'arrêt Embarcadère CGN ; ce dernier est aussi desservi par la ligne d'autocar 141 du réseau Star't.
Enfin, l'embarcadère de la Compagnie générale de navigation sur le lac Léman (CGN) se trouve à proximité, et permet d'effectuer la traversée du lac vers Lausanne grâce à la ligne N1.

## À proximité
- L'hôtel de ville d'Évian-les-Bains ;
- Le palais Lumière ;
- Le théâtre municipal d'Évian-les-Bains ;
- Le casino d'Évian.